# Англо-голландская конвенция (1824)
Англо-голландская конвенция 1824 года, также известная как Лондонский договор 1824 года — договор, подписанный 17 марта 1824 года в Лондоне представителями Великобритании (Джордж Каннинг и Чарлз Ваткин Вильямс-Винн старший) и Нидерландов (Хендрик Фагел и Антон Рейнгард Фальк). Целью договора было разрешение споров, возникших при проведении в жизнь Англо-голландской конвенции 1814 года.

## История вопроса
Из-за оккупации англичанами голландских владений в ходе Наполеоновских войн в отношениях двух стран возникло множество вопросов. Веками накапливались противоречия между торговыми интересами обеих держав на Островах Пряностей. Основание англичанами Сингапура в 1819 году вызвало рост напряжённости, так как голландцы заявили, что Джохорский султанат входит в голландскую сферу влияния, и потому договор, подписанный между Раффлзом и султаном Джохора, является недействительным. Всё это, а также ряд вопросов, связанных с торговыми правами в бывших голландских владениях в Индии, привело к тому, что под давлением британских торговцев, имевших интересы на Дальнем Востоке, в 1820 году начались переговоры.
Первая встреча между Каннингом и Фагелом состоялась 20 июля 1820 года. Голландцы настаивали на том, чтобы англичане покинули Сингапур. Каннинг не имел точных сведений об обстоятельствах, связанных с Сингапуром, и потому поначалу были обсуждены вопросы, по которым между сторонами не было противоречий — такие как вопросы о свободе навигации и борьбы с пиратством. Переговоры были приостановлены 5 августа 1820 года, и не возобновлялись до 1823 года, когда коммерческое значение Сингапура было полностью осознано британской стороной. Возобновление переговоров произошло 15 декабря 1823 года, и на этот раз дискуссии сконцентрировались на разграничении сфер влияния в Юго-Восточной Азии. Голландцы, осознав, что рост Сингапура не обуздать, сосредоточились на требовании обмена своих владений в Индии и на территориях к северу от Малаккского пролива на признание их прав на территории к югу от пролива, а также на передаче им британской колонии Бенкулу на Суматре. Итоговый вариант договора был подписан 23 марта 1824 года.

## Условия договора
Договор провозглашал, что представителям обеих стран дозволяется торговать на территориях Британской Индии, Цейлона, а также современных Индонезии и Малайзии на условиях «наибольшего благоприятствования», однако при этом они должны следовать местным правилам. Договаривающиеся стороны обязались не заключать договоров с восточными государствами, которые требовали бы запрета торговли со вторым подписантом данной конвенции. Гражданским и военным властями не дозволялось препятствовать торговле. Обе стороны договорились бороться с пиратством, не предоставлять пиратам убежища и не дозволять им сбывать награбленное. Местным властям запрещалось открывать новые представительства на Востоке без разрешения метрополии.
- Британцам разрешалось вести торговлю на Молуккских островах.
- Нидерланды передавали Великобритании все свои владения в Индии и связанные с ними торговые права.
- Великобритания передавала Нидерландам свою факторию в Бенкулене и все свои владения на острове Суматра, и обязалась не открывать на острове новых факторий и не заключать никаких договоров с его правителями.
- Нидерланды передавали Великобритании город и форт Малакка, и обязались не открывать на Малаккском полуострове новых факторий и не заключать никаких договоров с его правителями.
- Великобритания снимала свои возражения против занятия Нидерландами острова Белитунг.
- Нидерланды снимали свои возражения против занятия Великобританией острова Сингапур.
- Великобритания согласилась не открывать никаких представительств на островах Каримон, на островах Батам, Бинтан, Лингин, а также на прочих островах к югу от Сингапурского пролива, и обязалась не заключать никаких договоров с тамошними властителями.

Все обмены территорией и собственностью должны были быть проведены до 1 марта 1825 года. Договаривающиеся стороны подтвердили возвращение острова Ява Нидерландам в соответствии с Яванской конвенцией от 24 июня 1817 года в обмен на уплату Нидерландами суммы в 100 тысяч фунтов стерлингов, что должно было быть сделано в Лондоне до конца 1825 года. Договор был ратифицирован Великобританией 30 апреля 1824 года, и Нидерландами — 2 июня 1824 года.

## Последствия
Подписание англо-голландской конвенции 1824 года привело к разделению Малайского архипелага на британскую и нидерландскую части, что впоследствии привело к образованию различных государств — Малайзии и Индонезии.